# Леополд фон Кленце
Леополд фон Кленце (на немски: Leopold von Klenze, Leo von Klenze; роден като Franz Karl Leopold Klenze) е германски архитект, работил през 19 век по време на неокласицизма.

## Биография
Роден е на 29 февруари 1784 година в Бухладен при Шладен, Северна Германия. Учи в Берлин в школата на пруския архитект Давид Гили, след което заминава за Италия. Работи при краля на Вестфалия Жером Бонапарт, а сред сриването на Наполеонова Германия намира убежище в Мюнхен. През 1814 г. фон Кленце започва сътрудничество с баварския престолонаследник Лудвиг I, с когото споделят интерес към класическото изкуство. Фон Кленце придружава престолонаследника в Италия през 1824 г., при което открива ренесансова Флоренция.
При възкачването на Ото I, син на Лудвиг I, за крал на Гърция през 1832 г., фон Кленце започва реставрирането на Акропола. През 1839 г. става архитект на музея Ермитаж в Санкт Петербург по поръчка на цар Николай I.
Умира на 26 януари 1864 година в Мюнхен.

## Архитектурни произведения
- В Мюнхен:
  - Глиптотека (1816–1830)
  - Стара пинакотека (1826–1836)
  - Резиденция – дворец, дворцова зала и дворцова църква „Вси светии“ (1826–1842)
  - Храм моноптерос в Английската градина (1836)
  - Пропилейни порти (1846–1862)
  - Зала на Славата (1850)
  - Храм моноптерос в парка на двореца Нимфенбург
  - Лудвигщрасе, Одеонсплац и съседния Вителсбахерплац
- Бална сграда в дворцовия парк Вилхелмхьое, (Касел) (1809–1810)
- Дворец Исманинг (1816)
- Храм на Валхала край Регенсбург (1816–1842)
- Новият дворец в Папенхайм (1819–1820)
- Ермитаж в Санкт Петербург, Русия (1839–1852)
- Католическа църква „Св. Дионисий Ареопагит“ в Атина, Гърция (1853–1865)
- Зала на Освобождението в Келхайм (1863)

## Галерия
- „Глиптотека“ в Мюнхен (1816–1830)
- Стара пинакотека в Мюнхен (1826–1836)
- Дворцова църква „Вси светии“ на Резиденция (1826–1842)
- Дворцова зала на Резиденция
- Храм моноптерос в Английската градина (1836)
- Храм моноптерос (детайл)
- Пропилейни порти (1846–1862)
- Пропилейни порти
- Пропилейни порти (детайл)
- Зала на Славата в Мюнхен (1850)
- Храм на Валхала край Регенсбург (1816–1842)
- Изглед към Дунава от Храма на Валхала
- Колони на Храма на Валхала
- Интериор в Храма на Валхала
- Новият Ермитаж в Санкт Петербург (1839–1852)
- Зала на Освобождението в Келхайм (1863)
- Зала на Освобождението
- Зала на Освобождението на фона на градчето Келхайм